# Tapis de Bidjar
 (juillet 2016).
Le tapis de Bidjar est un type de tapis persan. Sa caractéristique principale est sa trame : elle est généralement formée de cinq fils, quatre de laine, assez lâches et un central de coton, qui est tendu. Le tisserand doit se servir d'un peigne spécial pour tasser les nœuds, ce qui donne un aspect serré et lourd au tapis.

## Description
Le bidjar a souvent un décor de fleurs, de dessin très schématique indiquant une inspiration primitive. Le décor est généralement constitué d'un médaillon central sur un fond décoré  de fleurs ou d'un motif hérati très dense. D'autres exemplaires se composent d'un médaillon central sur fond uni avec quatre écoinçons à décor floral. La bordure est classique, une bande centrale encadrée de deux bandes secondaires, le motif hérati de bordure est fréquemment utilisé, ainsi que des fleurs stylisées.
La beauté des couleurs est une des caractéristiques de ces tapis, des tons foncés pour les champs (bleu nuit, rouge amarante, vert bouteille) et des couleurs vives pour les motifs (turquoise ou autres). Ce tapis est assez rare car les exemplaires datant d'avant les années 1960 sont peu nombreux.